# LLDB (debugger)
 For alternative betydninger, se LLDB. (Se også artikler, som begynder med LLDB)
LLDB Debugger (LLDB) er en højydelses debugger. LLDB er bygget som en mængde af genbrugs komponenter.

## Aktuel tilstand
Selvom LLDB er i en tidlig udviklingsfase, er den moden nok til at understøtte grundlæggende debugging scenarier på Mac OS X i C, Objective-C og C++.
LLDB vides at virke på Mac OS X i386, x86-64 og ARM.